# 呂建德
呂建德（1966年6月13日—），臺灣彰化縣人，中華民國政治人物、民主進步黨黨員。曾任國立中正大學社會福利學系教授、臺灣社會福利學會理事長、國立政治大學社會學系兼任助理教授、臺中市政府社會局局長、公務人員保障暨培訓委員會政務副主任委員。2016年6月8日任職國家年金改革委員會委員，現任衛生福利部政務次長。

## 政治參與
2019年11月14日，民主進步黨中央執行委員會通過2020年全國不分區立法委員名單，呂建德被排入不分區第21名。選舉結果，民進黨得票數481萬1241票、得票率33.98%，分配到13席不分區席次，呂建德未能當選。
2020年9月25日，出任考試院公務人員保障暨培訓委員會政務副主任委員。
2024年5月20日，轉任衛生福利部政務次長。

## 選舉紀錄
| 年度 | 選舉屆數           | 選舉區                                 | 所屬政黨   | 得票數    | 得票率 | 當選標記 | 備註 |
| ---- | ------------------ | -------------------------------------- | ---------- | --------- | ------ | -------- | ---- |
| 2020 | 第十屆立法委員選舉 | 全國不分區及僑居國外國民立法委員選舉區 | 民主進步黨 | 4,811,241 | 33.98% |          |      |

## 外部連結
- 總統府國家年金改革委員會-委員名單（页面存档备份，存于）